# Bollate
Bollate ist eine italienische Gemeinde mit 36.323 Einwohnern (Stand 31. Dezember 2023) in der Metropolitanstadt Mailand, Region Lombardei.
Die Nachbarorte von Bollate sind Paderno Dugnano, Senago, Garbagnate Milanese, Arese, Cormano, Novate Milanese, Baranzate und Mailand.

## Demografie
Zwischen 1991 und 2001 stieg die Einwohnerzahl von 42.923 auf 46.781. Dies entspricht einem prozentualen Bevölkerungswachstum von 8,3 %.
2004 wurde der bis Ortsteil Baranzate zur selbständigen Gemeinde erklärt.

## Persönlichkeiten
- Alberto Torriani (* 1971), römisch-katholischer Geistlicher, Erzbischof von Crotone-Santa Severina